# Tendencia (banda)
Tendencia es una banda de folk metal cubano. Por su trayectoria y múltiples reconocimientos, es considerada una de las bandas más importantes del género en Cuba y entre las más reconocidas de Latinoamérica.

## Historia
Tendencia es una banda de metal mestizo cubano que se fundó en Cuba en 1994. Está considerada la banda más importante del rock en Cuba y entre las más relevantes de Latinoamérica en la última década.
Desde su inicio la banda ha grabado discos que fueron premiados y nominados en Cuba y el mundo. En 2001 realizaron su primer álbumRe- evolución a través de la productora alemana System Shock, una división de la Impact Records. El primer álbum abrió las puertas a la televisión cubana, la radio, y el primer videoclip. Fue de las primeras bandas en Cuba en lograr llegar a los medios. Tendencia es la banda principal en el Festival internacional de rock Patria Grande, que tiene lugar cada año en Cuba.
En 2005 realizaron su segundo álbum Rebeldes, a través de la más importante productora cubana EGREM. El segundo disco ganó varios premios de la música cubana: el premio Cubadisco con la categoría de mejor disco de metal del año, el premio D'Arte, el premio Cubaneo, y el premio Cuerda Viva. Con el segundo álbum realizaron su primera gira oficial nacional, y la banda fue invitada al Festival Metropolitano de Caracas, Venezuela "Gilman Fest", su primera experiencia internacional. Compartió escenario en Caracas con bandas como Arcángel y Paul Gilman.  
En 2007, se convierte en la primera banda establecida en Cuba en participar en el Festival Derrame Rock, uno de los festivales más importantes de la música en España. En España participaron en el Rock'n Motos Fest, donde tocaron en diferentes conciertos alrededor del país, compartiendo con importantes bandas como Barón Rojo, Fe de Ratas, Avalanch, Hamlet, The Locos, Reincidentes, entre otros. La banda firmó con Santo Grial Producciones para un disco y una gira, y volvió a España en 2008 a su tercer álbum Confidencial en los estudios Bunker, en Asturias, teniendo a Alberto Rionda de Avalanch como productor.
En 2008, tocó en los festivales Extremusika, Derrame Rock, en el Vila Rock Fest and Villena Suena Festival. En 2010 fue invitada a participar en el Semana Negra Festival en España, y realizaron algunos conciertos en Alemania durante el verano. En 2012 fueron nominados en la categoría al mejor video de metal en Cuba, y realizan la gira cubana llamada "Ruta Metalera". Terminó el 2012 en Ecuador, donde participó en el Quitu Raimy Festival, compartiendo escenario con bandas de toda Latinoamérica. En 2013, realizó otra gira cubana llamada" La trampa" y regresaron a los estudios para grabar el EP " La Trampa".  
En 2014 la banda alemana COR y Tendencia realizaron la gira cubana "Cuba COR Libre" para celebrar el aniversario 20 de Tendencia por toda Cuba. De esa gira deriva un documental con el mismo nombre que fue mostrado en la revista Rock Hard, con un artículo llamado Caos en Cuba ese mismo año. En 2015 fueron invitados a Puerto Rico para el Festival Islas del Metal, y tocaron en ciudades de Estados Unidos como Tampa, San Juan y Nueva York. La Universidad de Puerto Rico, realizó el documental Islas del Metal, donde escogieron a Tendencia para representar a Cuba.  
En 2016, vuelve a la arena internacional en escenarios en Colombia tocando en el Kraken Festival, en Bogotá, y en la octava edición del Festival Unirock en Cali. Ese mismo año realizó una gira en México invitados al Mandrágora Metal Fest en Ciudad de México.
Tendencia comenzó el 2017 con la gira nacional "Cargando Cruces", grabando un disco del mismo nombre. Obtuvo el Premio Especial Cuerda Viva en la categoría de la banda más popular de rock del país. Ese mismo año son anfitriones de un concierto de Avalanch en Cuba, con un formato All Star Band, como parte de su gira por Latinoamérica.
En 2018 volvió a Europa para promover su nuevo disco Cargando Cruces a través de la productora Antipop. El álbum fue remasterizado en Alemania y llevó a la banda a importantes festivales como "With Full Force Open Air", "Chaostrawm Festival", "Fusion Festival", "Fete de la Musique in Berlín" y "Phungo Festival". Tendencia realizó 22 conciertos durante 45 días y compartió escenario con bandas como Cannibal Corpse, Body Count, Hatebreed, Madball, Soulfly, Judas Priest, Ditte Whal, Parkway Drive, Crowbar, COR, God Dethroned, y Apocalíptica, entre otros.
En 2019, la banda grabó nuevamente con la productora EGREM un disco por los 25 años de la banda. Ese año participaron en el Festival Patria Grande, en Cuba para celebrar los 500 años de La Habana. El disco Añejo XXV se compone de una selección de los mejores temas de Tendencia desde el inicio de su carrera. Este disco fue lanzado en múltiples plataformas digitales como Amazon, Apple Music, Deezer, Spotify, Pandora, etc. Teniendo buena acogida por la crítica y sus seguidores.[cita requerida] Con este disco la banda ha participado en varios festivales internacionales como Metal Heroes, Pandemic Terror Fest III, Staying Alive Fest, Viva el Metal sin Censura Fest, Viral Fest Vol III, Festival Atenas Rock, Festival Piña Colada, entre otros.  

## Discografía
- Demo: Negra Manzana, estudios Guama 1995
- EP: Sacrificio, Impact Récord (Alemania) 1996
- Demo: No Mercy, estudios Guama, 1996
- Demo: Brutal Reality, estudios Guama, 1997
- Demo: Apocalipsis, estudios Guama, 1998
- Demo: Que te trague la tierra, estudios Progreso ,1998
- CD: Re-evolución,  System Rock (Alemania) 2002
- CD: Rebeldes, EGREM, 2004
- CD: Confidencial, Santo Grial Producciones (España) 2009
- EP: La Trampa, estudios K- 100, 2014
- CD: Cargando Cruces, K-100/ Antipop, 2018
- CD: Añejo XXV, EGREM 2020